# Tuffi ai campionati mondiali di nuoto 2022 - Piattaforma 10 metri maschile
La gara dei tuffi dalla piattaforma 10 metri maschile dei campionati mondiali di nuoto 2022 è stata disputata il 2 e 3 luglio 2022 presso la Duna Aréna di Budapest. La gara, a cui hanno preso parte 39 atleti provenienti da 25 nazioni, si è svolta in tre turni, in ognuno dei quali l'atleta ha eseguito una serie di sei tuffi.
La competizione è stata vinta dal tuffatore cinese Yang Jian, mentre l'argento e il bronzo sono andati rispettivamente al giapponese Rikuto Tamai e all'altro cinese Yang Hao.

## Programma
| Data          | Ora (UTC+2) | Turno       |
| ------------- | ----------- | ----------- |
| 2 luglio 2022 | 10:00       | Preliminari |
| 2 luglio 2022 | 16:00       | Semifinale  |
| 3 luglio 2022 | 17:00       | Finale      |

## Risultati
| Pos.    | Atleta                  | Nazionalità   | Preliminari | Preliminari | Semifinale      | Semifinale      | Finale          | Finale          |
| Pos.    | Atleta                  | Nazionalità   | Punti       | Pos.        | Punti           | Pos.            | Punti           | Pos.            |
| ------- | ----------------------- | ------------- | ----------- | ----------- | --------------- | --------------- | --------------- | --------------- |
| Oro     | Yang Jian               | Cina          | 468,20      | 2           | 520,30          | 1               | 515,55          | 1               |
| Argento | Rikuto Tamai            | Giappone      | 455,50      | 3           | 471,95          | 3               | 488,00          | 2               |
| Bronzo  | Yang Hao                | Cina          | 495,65      | 1           | 503,85          | 2               | 485,45          | 3               |
| 4       | Cassiel Rousseau        | Australia     | 424,85      | 6           | 442,90          | 6               | 481,15          | 4               |
| 5       | Noah Williams           | Gran Bretagna | 405,00      | 9           | 430,05          | 7               | 479,05          | 5               |
| 6       | Oleksij Sereda          | Ucraina       | 437,55      | 4           | 458,80          | 4               | 477,45          | 6               |
| 7       | Nathan Zsombor-Murray   | Canada        | 400,25      | 10          | 421,50          | 8               | 446,55          | 7               |
| 8       | Matthew Lee             | Gran Bretagna | 410,30      | 8           | 448,40          | 5               | 426,15          | 8               |
| 9       | Rylan Wiens             | Canada        | 415,15      | 7           | 419,25          | 9               | 416,20          | 9               |
| 10      | Sam Fricker             | Australia     | 373,45      | 13          | 418,25          | 10              | 391,15          | 10              |
| 11      | Josh Hedberg            | Stati Uniti   | 429,15      | 5           | 388,60          | 11              | 375,10          | 11              |
| 12      | Shu Ohkubo              | Giappone      | 381,10      | 12          | 373,75          | 12              | 370,25          | 12              |
| 13      | Zachary Cooper          | Stati Uniti   | 382,45      | 11          | 373,05          | 13              | Non qualificati | Non qualificati |
| 14      | Timo Barthel            | Germania      | 365,30      | 17          | 366,20          | 14              | Non qualificati | Non qualificati |
| 15      | Isaac de Souza Filho    | Brasile       | 356,30      | 18          | 365,20          | 15              | Non qualificati | Non qualificati |
| 16      | Carlos Ramos            | Cuba          | 372,20      | 15          | 359,30          | 16              | Non qualificati | Non qualificati |
| 17      | Luis Cañabate           | Cuba          | 372,45      | 14          | 353,95          | 17              | Non qualificati | Non qualificati |
| 18      | Andreas Sargent Larsen  | Italia        | 369,70      | 16          | 296,05          | 18              | Non qualificati | Non qualificati |
| 19      | Jellson Jabillin        | Malaysia      | 353,10      | 19          | Non qualificati | Non qualificati | Non qualificati | Non qualificati |
| 20      | Kawan Figueredo Pereira | Brasile       | 350,50      | 20          | Non qualificati | Non qualificati | Non qualificati | Non qualificati |
| 21      | Constantin Popivici     | Romania       | 345,10      | 21          | Non qualificati | Non qualificati | Non qualificati | Non qualificati |
| 22      | Leonardo García         | Colombia      | 336,60      | 22          | Non qualificati | Non qualificati | Non qualificati | Non qualificati |
| 23      | Athanasios Tsirikos     | Grecia        | 333,70      | 23          | Non qualificati | Non qualificati | Non qualificati | Non qualificati |
| 24      | Robert Łukaszewicz      | Polonia       | 332,10      | 24          | Non qualificati | Non qualificati | Non qualificati | Non qualificati |
| 25      | Emmanuel Vázquez        | Porto Rico    | 329,05      | 25          | Non qualificati | Non qualificati | Non qualificati | Non qualificati |
| 26      | Yevhen Naumenko         | Ucraina       | 326,25      | 26          | Non qualificati | Non qualificati | Non qualificati | Non qualificati |
| 27      | Jaden Eikermann         | Germania      | 325,20      | 27          | Non qualificati | Non qualificati | Non qualificati | Non qualificati |
| 28      | Hanis Jaya Surya        | Malaysia      | 317,80      | 28          | Non qualificati | Non qualificati | Non qualificati | Non qualificati |
| 29      | Jesús González          | Venezuela     | 310,00      | 29          | Non qualificati | Non qualificati | Non qualificati | Non qualificati |
| 30      | Mohamed Farouk          | Egitto        | 307,55      | 30          | Non qualificati | Non qualificati | Non qualificati | Non qualificati |
| 31      | Luke Sipkes             | Nuova Zelanda | 303,00      | 31          | Non qualificati | Non qualificati | Non qualificati | Non qualificati |
| 32      | Anton Knoll             | Austria       | 301,10      | 32          | Non qualificati | Non qualificati | Non qualificati | Non qualificati |
| 33      | Vladimir Harutyunyan    | Armenia       | 288,55      | 33          | Non qualificati | Non qualificati | Non qualificati | Non qualificati |
| 34      | Tonantzin Fernández     | Messico       | 288,45      | 34          | Non qualificati | Non qualificati | Non qualificati | Non qualificati |
| 35      | Nathan Brown            | Nuova Zelanda | 282,60      | 35          | Non qualificati | Non qualificati | Non qualificati | Non qualificati |
| 36      | Siddharth Bajrang       | India         | 281,95      | 36          | Non qualificati | Non qualificati | Non qualificati | Non qualificati |
| 37      | Eduard Timbretti Gugiu  | Italia        | 279,85      | 37          | Non qualificati | Non qualificati | Non qualificati | Non qualificati |
| 38      | Ahmad Qali              | Kuwait        | 276,70      | 38          | Non qualificati | Non qualificati | Non qualificati | Non qualificati |
| 39      | Ramez Sobhy             | Egitto        | 255,05      | 39          | Non qualificati | Non qualificati | Non qualificati | Non qualificati |